# Nymphula nigrolinealis
Nymphula nigrolinealis là một loài bướm đêm trong họ Crambidae.